# إلفانا غياتا
إلفانا غياتا (مواليد 3 فبراير 1987) هي مغنية وكاتبة أغاني ألبانية ولدت وترعرعت في مدينة تيرانا، بدأت مسيرتها الغنائية في عام 2001.

## روابط خارجية
إلفانا غياتا على موقع IMDb (الإنجليزية)
- إلفانا غياتا على موقع ميوزك برينز (الإنجليزية)
- إلفانا غياتا على موقع أول ميوزيك (الإنجليزية)
- إلفانا غياتا على موقع ديسكوغز (الإنجليزية)